# 巴拉韦
巴拉韦（阿拉伯语：‎）是索马里联邦共和国东南岸的一个港口城市。它目前是索马里西南州的首府。
中世纪时，巴拉韦是非洲东海岸的伊斯兰城邦，经济支柱是转口贸易。
《长乐山南山寺天妃之神灵应记》、《郑和航海图》、费信《星槎胜览》作卜剌哇，《 明史》作不剌哇。明代郑和船队曾抵达该地。
郑和立《长乐山南山寺天妃之神灵应记》记载：永乐十五年郑和统领舟师出使西域。卜剌哇国献千里骆驼和驼鸡。
费信《星槎胜览》卜剌哇条：“傍海为国，居民聚落。地广斥卤，有盐池，但投树枝于池，良久捞起，结成白盐食用。无耕种之田，捕鱼为业。男女拳发，穿短衫，围稍布。妇女两耳带金钱，顶带璎珞。惟有葱蒜，无瓜茄。风俗颇浮。居屋垒石，高起三五层者。地产马哈兽、花福禄、豹、麂、犀牛、没药、乳香、龙涎香、象牙、骆驼。货用金银、段绢、米豆、磁器之属。”

## 明史記載
《明史》记载：“不剌哇，与木骨都束接壤。自锡兰山别罗里南行，二十一昼夜可至。永乐十四年至二十一年，凡四入贡，并与木骨都束偕。郑和亦两使其国。宣德五年，和复往使。其国，傍海而居，地广斥卤，少草木，亦垒石为屋。其盐池。但投树枝于中，已而取起，盐即凝其上。俗淳。田不可耕，蒜葱之外无他种，专捕鱼为食。所产有马哈兽，状如麞；花福禄，状如驴；及犀、象、骆驼、没药、乳香、龙涎香之类，常以充贡。”

## 延伸阅读
[在维基数据编辑]
 《欽定古今圖書集成·方輿彙編·邊裔典·不剌哇部》，出自陈梦雷《古今圖書集成》
 《明史卷三百二十六》，出自《明史》

## 外部連結
- Bravanese （页面存档备份，存于）
- BravaOnLine
- Barawa